# Кадинская, Клара Григорьевна
Клара Григорьевна Кадинская (род. 15 ноября 1930, Верхнеудинск, РСФСР, СССР) — советская оперная певица (сопрано), солистка ГАБТ (1964—1987), профессор кафедры сольного пения МГК им. Чайковского. Заслуженная артистка РСФСР (1973).

## Биография. Кратко
В 1955 г. — окончила вокальное отделение Музыкального училища при Московской консерватории (диплом с отличием);
)
В 1960 г. — окончила МГК им. Чайковского, класс М. М. Мирзоевой (диплом с отличием); в этом же году — начало исполнительской деятельности в оперной студии Московской консерватории;
С 1962 г. — солистка Всесоюзного радио и телевидения;
В 1964—1987 гг. — солистка Большого театра СССР;
С 1994 г. — работа на кафедре сольного пения в Консерватории.

## Биография. Подробно
Клара Григорьевна Кадинская родилась 15 ноября 1930 г. в городе Верхнеудинске (с 1934 г. — Улан-Удэ). Музыкальность унаследовала от родителей: у мамы был отличный голос (сопрано). Отец играл на скрипке. В 1939 году семья оказалась на Дальнем Востоке, в городе Свободном, где Кадинская пошла во 2 класс железнодорожной школы № 52.
В 1940 году был призван в армию старший брат Клары Григорьевны Владимир (1920 г.р.) Он отслужил в пограничных войсках в Уссурийской тайге до конца войны. Другой брат — Лев (1924 г.р.) в 18 лет ушёл в 1943 г. добровольцем на фронт. В эти же годы отец ушёл из семьи. Клара с мамой остались вдвоём. С тревогой они слушали по радио сводки информационного бюро, ждали вестей от братьев, а когда из Москвы передавали концерты, то Клара не могла оторваться от репродуктора и пыталась повторять колоратурное пассажи именитых исполнительниц. После окончания войны старшего брата демобилизовали, и он остался работать в системе МВД — на строительстве БАМа. Клара с мамой переехали к нему.
Она пошла в 10-й класс в городе Братске, который впоследствии был затоплен. Дети строителей жили в интернате. Клара Григорьевна вспоминает, как вечерами, перед сном, девочки просили её спеть; она вставала на кровать, закутывалась в простыню и пела, что знала, в том числе «Соловья» Алябьева, который потом сопровождал её через весь певческий путь.
Кадинская окончила школу с хорошим аттестатом (три четвёрки, остальные пятёрки). Её одноклассники разлетелись по столичным вузам, а у неё не было средств поехать в Москву или Ленинград. И чтобы не пропал год, мама решила отправить дочь в Иркутск, чтобы та поступила в Педагогический. До Иркутска надо было плыть на пароходе по Ангаре, но пароход сел на мель и простоял трое суток. Она опоздала на приемные экзамены и вынуждена была вернуться домой. Лишь через год, подкопивши денег, поехала в Москву. Мечта учиться пению и быть на сцене не покидала её ни на минуту.
Были неудачные попытки поступить сначала в музыкальное училище им. Глазунова, затем во ВГИК — туда она не прошла по конкурсу. Последней зацепкой стало объявление о наборе в училище при Институте геодезии и картографии, куда брали всех «без троек в аттестате». Параллельно с этим Клара Григорьевна поступила на вечерние курсы общего музыкального образования.
Первым преподавателем по вокалу стала Ольга Степановна Южак. Через год занятий Кадинская прослушалась у Е. Кильчевской. Затем у директора Училища при консерватории Рахиль Львовны Блюман. Та дала ей записку с номером телефона Марии Моисеевны Мирзоевой — профессора МГК, которая ещё вела класс сольного пения и в училище. На консультации у Марии Моисеевны Кадинская спела ариетту Анхен из «Вольного стрелка», романс Варламова «Что мне жить и тужить» и вокализ Панофки № 1. И сразу же задала вопрос, который задают многие: выйдет ли из меня толк? Мария Моисеевна внимательно посмотрела на неё и коротко ответила: «Будем заниматься!»
30 лет жизни Клары Григорьевны прошли рядом с этим человеком. Уже будучи солисткой Большого театра, она приходила к ней за советом или консультацией по поводу той или иной партии.
В 1955 г. певица с отличием окончила училище. На приеме в Консерваторию Свешников сказал: «Зачем ей учиться дальше, она уже может петь в театре!» Её зачислили сразу на второй курс.
В 1960 году Кадинская закончила консерваторию (красный диплом). В этом же году она участвовала в Международном конкурсе вокалистов им. Ф. Эркеля в Будапеште. Это был единственный конкурс в её жизни. А. П. Иванов, который был в жюри от Советского Союза, в своей книге «Жизнь артиста» пишет, что Тито Скипа, который был председателем жюри этого конкурса, обратил внимание на юную певицу. Ему понравился её голос. Он поставил ей высший балл за исполнение арии Лючии и предсказал хорошее будущее в певческий судьбе. На конкурсе им. Ф. Эркеля Кадинская получила экстра-приз — 2000 форинтов и звание лауреата.
К этому времени Клара Григорьевна уже вышла замуж. Её муж Сачков Владимир Васильевич — художник-график, окончил институт им. Сурикова и уже работал в Москве в разных издательствах. Ученик известного плакатиста М. М. Черемныха, он также стал известным мастером плаката. Поэтому предложения поехать работать в другие города не рассматривались, хотя у певицы были приглашения в несколько театров страны. Она с мужем осталась в Москве.
Затем её взяли на работу в качестве солистки оперной студии при МГК. В ней она исполняла 5 основных партий: Снегурочку, Марфу, Мюзетту, Розину, Луизу (из «Обручение в монастыре»).
В это время художественным руководителем оперной студии был Лемешев. Он решил показать в Большом театре Бориса Яганова, Лилию Онегину и Клару Кадинскую. Прослушивал их главный дирижёр ГАБТ Мелик-Пашаев. Клара исполнила каватину Людмилы из оперы Михаила Глинки «Руслан и Людмила».
1961—1962 гг. Кадинскую пригласили на радио для участия в постановке «Золотого петушка». Пройдя прослушивание, её утвердили на роль Шемаханской царицы.
В этом же году Кадинскую пригласили в вокальную группу Всесоюзного радио и Центрального телевидения, сначала на договор, а в 1962 году — в штат.
Большой театр. Начало.
В1962 году однажды заболела исполнительница партии Марфы в опере «Царская невеста» Римского-Корсакова. Спектакль был под угрозой срыва. Вызывать певицу из другого города было поздно. Тогда администрация театра обратилась в Оперную студию Консерватории с вопросом, кто может спеть Марфу срочно без репетиции? Там назвали К. Кадинскую. Исполнение под управлением Эрмлера не произвело фурора, но стало первым выходом на сцену Большого театра.
В 1964-м году ситуация повторилась: её снова попросили выручить. За пультом снова был Марк Эрмлер. Это выступление прошло очень успешно. Вскоре К. Кадинская спела на 3 туре конкурса на замещение вакантной должности солистки арию Виолетты. Она ушла и не решилась позвонить, чтобы узнать результат прослушивания. Прошло несколько дней. Ответа из Большого не было. Клара Григорьевна работала на радио, где у неё была сильная загруженность и твёрдое положение. Однажды она зашла к Марии Моисеевне, и племянница той — Н. Г. Мирзоева — заставила Кадинскую позвонить в оперную канцелярию. Позвонив, услышала в ответ: «Сбор труппы 1 сентября, приходите!» Так она стала солисткой Большого театра, где прослужила 23 года.
Ещё работая в театре, начала преподавать. Сначала в институте им. Гнесиных, затем в 1994 году в МГК им. Чайковского, где работает до сих пор.
Сейчас К. Г. Кадинская — профессор кафедры сольного пения, у неё в классе 10 человек.
Среди её выпускников много лауреатов международных и всероссийских вокальных конкурсов, почти все работают на профессиональных сценах. Елена Поповская, Ольга Ионова (солистки Новый оперы), Наталья Петрожитская, Ирина Аркадьева, Ксения Дудникова (солистки театра им. Станиславского и Немировича-Данченко). Лауреаты первой премии на конкурсах в Испании Татьяна Плотникова (работает в Висбаденской опере), Елена Аюшеева, Станислава Масленникова (оперная певица и педагог, гастролирует по России и за рубежом, открыла свою вокальную школу, занимается благотворительностью).

«Я вполне довольна тем, как сложилась моя жизнь, я осуществила свою детскую мечту — стала профессиональной оперной певицей. Карьера состоялась. В учениках я вижу продолжение моей профессии. И буду оставаться в ней до конца моей жизни…»— Интервью К. Г. Кадинской от 23 марта 2014 г.

## Семья
Супруг — известный художник-плакатист Владимир Сачков (1928—2005).

## Почётные звания и награды
- Экстра-приз Международного конкурса вокалистов имени Эркеля (Венгрия, 1960)
- Заслуженная артистка РСФСР (1973)
- Орден «Знак Почёта» (1976)[1].
- премия «За многолетнее служение вокальному искусству» (2014)

## Деятельность в Большом театре
В Большом театре Клара Григорьевна выступала до 1987 года.
Её дебют состоялся в 1964 году — она исполнила партию Марфы в опере Римского-Корсакова «Царская невеста». Далее были партии Титании в опере Бриттена «Сон в летнюю ночь», Сюзанны в опере Моцарта «Свадьба Фигаро», Лены в опере Мурадели «Октябрь», Розины в «Севильском цирюльнике» Россини, Виолетты, Джильды, Оскара в операх Дж. Верди, Людмилы и Антониды в операх М.Глинки. Сотрудничала с известными дирижёрами Борисом Хайкиным, Юрием Силантьевым, Евгением Светлановым, Марком Эрмлером, Геннадием Рождественским, Фуатом Мансуровым и выдающимся оперным режиссёром Борисом Покровским; её партнерами по спектаклям Большого театра были Тамара Синявская, Ирина Архипова, Елена Образцова, Евгений Нестеренко, Евгений Кибкало, Алексей Масленников, Юрий Мазурок, Владимир Атлантов и другие звезды оперной сцены.
Исполняемые К. Кадинской партии лирико-колоратурного сопрано:
- Виолетта («Травиата» Дж. Верди)
- Джильда («Риголетто» Дж. Верди)
- Оскар («Бал-маскарад» Дж. Верди)
- Сюзанна («Свадьба Фигаро» В. А. Моцарта)
- Розина («Севильский цирюльник»Дж. Россини)
- Антонида («Иван Сусанин» М. И. Глинки)
- Людмила («Руслан и Людмила» М. И. Глинки)
- Марфа («Царская невеста» Римского-Корсакова)
- Титания («Сон в летнюю ночь» Б. Бриттена)
- Лена («Октябрь» В. Мурадели)
- Герда («Снежная королева» М.Раухвергера)

## Карьера
Гастролировала за рубежом, пела в театре La Scala, в «Метрополитен-опера», в оперных театрах Берлина, Варшавы, Софии. Обладает красивым тембром голоса, прекрасной вокальной школой, тонким чувством стиля. Кадинская работала под руководством крупнейших дирижёров, таких как Е. Светланов, Б. Хайкин, М. Эрмлер, Ю. Силантьев, Г. Рождественский, Ф. Мансуров, участвовала в нескольких постановках режиссёра Б. А. Покровского.

## Педагогическая деятельность
- В 1983—1989 гг. вела класс сольного пения в Государственном музыкально-педагогическом институте им. Гнесиных.
- С 1994 г. является преподавателем кафедры сольного пения МГК им. Чайковского.
- В 2002 г. получила звание профессора.

## Известные ученики
Лауреаты и дипломанты Международных и Всероссийских вокальных конкурсов: Я. Бесядынская, В. Хуснутдинова, И. Онищенко, Е. Аюшеева, А. Прокофьева, Е. Поповская, О. Ионова, Н. Петрожитская, К. Дудникова, П. Арцис, Т. Плотникова, С. Масленникова, Л. Макарская, Е.Горина.

## Дискография
Записи на фирме «Мелодия»
1. М. РАВЕЛЬ (1875—1937) «Дитя и волшебство»: лирическая фантазия в 2 ч. Д—010633-4 1962 год Стерео-вариант: С—0373-4
2. Н. РИМСКИЙ-КОРСАКОВ (1844—1908) Опера «Золотой петушок» Д 010653-8 (3 пл.) Стерео-вариант: С 0377-82 1962 год MEL CD 10 02331
3. ШАВЕРЗАШВИЛИ Александр (1919) «Песни моей Родины», кантата на сл. А. Мирцхулавы и И. Гришашвили (русский текст Э. Александровой) Д 015721-2 1965 год
4. К. ОРФ (1895—1982) Опера «Умница» Д 016175-8 (2 пл.) 1965 год Стерео-вариант С 01043-6
5. Сигизмунд КАЦ (1908). Песни Д 16441-2 1965 год
6. В. БЛОК (1932): Музыка для детей М52—38989-90 1976 год
7. АНСАМБЛЬ ПЕСНИ ВСЕСОЮЗНОГО РАДИО И ТЕЛЕВИДЕНИЯ п/у А. Андрусенко Из цикла «Десять русских песен» (обр. Н. Леви) Д 00011625-6 1963 год Стерео-вариант: С 825-6
8. ПАРСАДАНЯН Борис (1925). Симфония № 1 СМ 1837-8 1969 год
9. И. ШТРАУС (1825—1899): «Цыганский барон», монтаж оперетты СМ 03129-34 (3 пластинки) 1972 год
10. ХОР БОЛЬШОГО ТЕАТРА СССР, хормейстеры А. Рыбнов и И. Агафонников С10-05483-4 1974 год
11. М. РАУХВЕРГЕР (1901—1989): «Снежная королева», монтаж оперы С50-05513-14 1975 год
12. ДИРИЖЕР АЛЕКСАНДР ЛАЗАРЕВ — Арии и сцены из опер С10 06789 004 1976 год
13. Клара КАДИНСКАЯ (сопрано). Арии из опер С10-06791-2 1976 год
14. К. МОЛЧАНОВ (1922—1982) «Зори здесь тихие»: Опера С10-07901-6 (3 грампл.) 1976 год MEL CD 10 02247 (2 CD)
15. П. ЧАЙКОВСКИЙ (1840—1893) «Иоланта»: Лирическая опера в 1 д. С10 08343-6 (2 пл.) 1977 год
16. Серия «Жемчужины русской классики» (3) — Н. Римский-Корсаков C10 22307 006 1985 год
17. Я СПРОСИЛ У РОССИИ. С60 27159 003 1988 год
18. С. ПРОКОФЬЕВ (1891—1953): Опера «Игрок» (2 CD) MEL CD 10 01271 (2 CD)
19. В. МУРАДЕЛИ (1908—1970): «Великая дружба» (сцены и арии из оперы) Д 17647-8 1966 год
20. «Поет Клара Кадинская», телевизионный фильм, «Экран», 1979 год.
Оперы
- В. Мурадели «Октябрь» (1962—1964)

Оперетты
- Ж. Оффенбах «Путешествие на луну»
- Н. Богословский «Алло, Варшава!»

Крупные формы
- В. А. Моцарт Мотет «Exsultate, jubilate». Камерный оркестр Большого театра, дир. А. Брук (1976 г.)
- В. Косма Вокально-хоровой цикл «Штурм неба».

Вокальные циклы
- В. Блок «Скрипочка» на стихи Л. Квитко (1964)
- «Веселые маляры» (1971)
- «10 вокальных картинок» по мотивам английской народной поэзии (1968)

Записи на Всесоюзном радио
Арии
В сопровождении Симфонического оркестра исполнено 20 арий из опер, оперетт и оперных отрывков русских и зарубежных композиторов, некоторые в сопровождении Ансамбля скрипачей Большого театра СССР под управлением Ю. Реентовича (1968—1985)
Романсы
Исполнено 10 романсов русских и западных композиторов в сопровождении Ансамбля скрипачей Большого театра СССР (1968), 7 романсов А. Гречанинова (1984), романсы А. Алябьева, А. Варламова, А. Даргомыжского, П. Чайковского, Н. Римского-Корсакова, А. Гречанинова, М. Ипполитова-Иванова, Ан. Александрова, С. Василенко, Ф. Шуберта, Л. Ардити, Р. Штрауса и других композиторов в сопровождении фортепиано, трио, оркестра народных инструментов, ансамбля электроинструментов под управлением В. Мещерина
Народные песни и песни современных композиторов
Исполнены произведения С. Туликова, М. Блантера, В. Соловьева-Седого, Н. Будашкина, И. Дунаевского в сопровождении эстрадно-симфонических оркестров и оркестров народных инструментов

## Публикации
1. Шилов А. Заметки о певцах // Советская музыка. 1961. № 2
2. Клара Кадинская // Театральная Москва. 1965. 25 февраля — 3 марта
3. Масленников А. Кадинская Клара Григорьевна // Советский артист. 1973. 5 октября
4. Королев Д. Моя партнерша — Клара Кандинская // Советский артист. 1969. 17 января.
5. Дмитриев М. И жизнь, и слезы, и любовь // Театральная жизнь. 1973. № 13. С. 13.
6. Ромадинова Д. Актерские судьбы и оперные проблемы // Театр. 1968. № 2. С. 51—58.
7. «Из юности — в бессмертие…» К. Кадинская… / Беседу вел Т. Бутковский // ТЖ. 1975. № 15. С. 19.
8. Скаринов Г. Солистка Большого // Черномор. здравница. Сочи. 1978. 4 октября.